# 佐々木成子
佐々木 成子（ささき さだこ、1919年（大正8年）5月27日 - 2017年（平成29年）5月15日）は、日本の声楽家（メゾソプラノ）、歌手、オペラ歌手、音楽教育者。二期会の結成メンバーの一人。本名: 内田 成（うちだ さだ）。

## 経歴
東京府（現: 東京都）出身。東京音楽学校（現: 東京藝術大学音楽学部）卒業。ヘルマン・ヴーハープフェニッヒに師事。卒業後まもなく大量のSPレコードの吹込みを行なう。
戦後は、マーラー交響曲第8番の日本初演のソロを務めるなど、第一線のクラシックの声楽家として活躍している。
1952年（昭和27年）2月15日に二期会結成披露・基金募集の「ヴォーカル・コンサート」が行われた。プログラムには、2月現在の会員として以下の16人の名前が記されている。三宅春恵、大熊文子、朝倉万紀子、柴田喜代子、荒牧規子、川崎靜子、佐々木成子、木下保、柴田睦陸、渡邊高之助、中山悌一、秋元清一、関忠亮、石津憲一、畑中良輔、伊藤亘行。同年2月25日から28日にかけて、日比谷公会堂でプッチーニ『ラ・ボエーム』を訳詞で、マンフレート・グルリット指揮の東京交響楽団演奏で初演する（ただし佐々木は出演していない）。
ウィーンへ音楽留学した日本人の草分けである。
1970年以来、歌曲に重きを置き、リサイタルをはじめとしたコンサートで、歌曲ピアノ専門のドイツ人ピアニスト、ライナー・ホフマンとの共演を続けた。モーツァルトやシューベルトなどのドイツ歌曲、中田喜直の日本歌曲の作品の名演など、詩の響きを大切にする味わい深い歌唱は多くのファンを魅了した。日本で、オペラではなくリート（歌曲）歌手としての地位を確立し、歌曲におけるピアノパートの重要性を長年にわたって開拓したのも初めてと評価されている。80歳を過ぎても独唱会を開き、精力的に活動した。
早くから文化交流にも尽力し、日本人初のオーストリア共和国芸術・科学名誉十字勲章を受章している。
武蔵野音楽大学や京都市立芸術大学で数多くの後進の指導にも当たった。門下生に、木村宏子、菅英三子、三井ツヤ子、黒田博、中辻邦子、宇野徹哉、榎水枝、山岸茂人、舟橋美穂、藤本保江、筧聰子、田島茂代、笈沼甲子、岡嵜智恵子、附田恵里子、木下泰子、石黒伸吾、八代緑、糸井博己、木下泰子、桑原妙子、井上しほみ、田代和久、志村年子、灘井誠、辻宥子、渡邊高之助、奥田和、田島英子、鈴木美登里、伊藤晶子、島サチコ、谷めぐみ、鈴木操、植田友章、橋爪圭子、安念千重子、本山秀毅などがいる。
2017年（平成29年）5月15日、老衰のため死去。97歳没。喪主は甥の戸塚亮一（とつか りょういち: 株式会社ベヒシュタイン・ジャパン代表取締役会長）。
没後、全日本学生音楽コンクール全国大会特別賞として、第74回（2020年）から声楽部門の各部1位入賞者に贈る「佐々木成子賞」が設立された。また、2020年度（令和2年度）に、東京藝術大学音楽学部声楽科を卒業見込の学生のうち、優秀な成績を修めた者に対して給付する「佐々木成子奨学金」が遺贈により設立された。

## 褒章
- 1990年（平成2年）勲四等宝冠章[3]
- オーストリア共和国芸術・科学名誉十字勲章（日本人初）[2]

## 主な舞台出演歴
- 1943年4月7日 アッツ島血戦勇士顕彰国民歌 発表会 朝日会館 独唱／佐々木成子 伊藤武雄[45]
- 1949年12月8日 - 9日 日本交響楽団第312回定期演奏会 マーラー／交響曲第8番 日比谷公会堂 日本初演 指揮／山田和男 独唱／石田栞 荒巻規子 柴田喜代子 佐々木成子 川崎静子 薗田誠一 中山悌一 秋元雅一朗 合唱／国立音楽学校 国立音楽高等学校 東京放送合唱団 国立音楽中学校[46]
- 1951年12月27 - 28日 NHK交響楽団 ヴェルディ『ファルスタッフ』メグ・ページ夫人 日比谷公会堂[47]
- 1953年10月30日 - 11月3日 二期会 ヴェルディ『オテロ』エミーリヤ 日比谷公会堂[48]
- 1954年7月3 - 5日 二期会 ベンジャミン・ブリテン『ルクリーシア』ビヤンカ 日比谷公会堂[49]
- 1964年2月11 - 17日 日生劇場 ヒンデミット『ロング・クリスマス・ディナー』アーメンガード 日生劇場[50]
- 1969年12月15 - 17日 東京室内歌劇場 ヒンデミット『ロング・クリスマス・ディナー』アーメンガード 第一生命ホール[51]

## 主なディスコグラフィー
戦前の音源については国立国会図書館歴史的音源による。
- 童謡 村のかじや（文部省小学唱歌）[作詞] 弘田龍太郎[作曲] 弘田龍太郎[編曲] 安西愛子 佐々木成子（コロムビア 商品番号 CAK10）
- 愛唱曲 旅愁 犬童球溪[作詞] 下總皖一[作曲] 加古三枝子 佐々木成子 下總晥一[指揮] コロムビア管絃樂團（コロムビア 商品番号 32014_1207490）
- 合唱 「ウタノホン」雨ふり（文部省）[作詞]（文部省）[作曲] 佐々木すぐる[編曲] 高橋祐子 佐々木成子（コロムビア（戦前） 商品番号 A2506 1941-10）
- 合唱 「ウタノホン」朝の歌（文部省）[作詞]（文部省）[作曲] 高橋祐子 佐々木成子 コロムビア児童合唱団（コロムビア（戦前） 商品番号 A2507 1941-10）
- 合唱 「ウタノホン」富士の山 巌谷小波[作詞]（文部省）[作曲] 高橋祐子 佐々木成子 狩谷和子（コロムビア（戦前） 商品番号 A2508 1941-10）
- 合唱 「ウタノホン」日本（文部省）[作詞]（文部省）[作曲] 下總皖一[編曲] 佐々木成子（コロムビア（戦前） 商品番号 A2509 1941-10）
- 合唱 「ウタノホン」羽衣（文部省）[作詞]（文部省）[作曲] 下總皖一[編曲] 佐々木成子 高橋祐子（コロムビア（戦前） 商品番号 A2509 1941-10）
- 独唱 うつくしき（スコットランド民謠）[作詞] 下總皖一[編曲] 佐々木成子（コロムビア（戦前） 商品番号 33764 1941-10）
- ラジオ中等学生の歌 空のごと、海のごと 久保田宵二[作詞] 弘田龍太郎[作曲] 弘田龍太郎[編曲] 弘田龍太郎[指揮] 酒井弘 加古三枝子 佐々木成子（コロムビア(戦前） 商品番号 33771 1941-11）
- 朝鮮国民学校教材鑑賞音盤 日本歌曲集 元寇、桜花、喇叭の響き 大場勇之助（和声編曲）[編曲] 佐々木すぐる（管弦楽編成）[編曲] 酒井弘 佐々木成子 コロムビア女声合唱団（コロムビア（戦前） 商品番号 33787 1942-05）
- おとめの幸 大日本青少年団[作詞] 佐々木すぐる[作曲] 佐々木すぐる[編曲] 菊池章子 佐々木成子（コロムビア（戦前） 商品番号 32069 1943-02）
- 初等科音楽 天の岩屋（文部省）[作詞]（文部省）[作曲] 佐々木成子（コロムビア（戦前） 商品番号 A2517 1943-02）
- 初等科音楽 村祭り（文部省）[作詞]（文部省）[作曲] 望月節子 長谷川良夫児童合唱団 佐々木成子（コロムビア（戦前） 商品番号 A2519 1943-02）
- 初等科音楽 野菊（文部省）[作詞]（文部省）[作曲] 佐々木成子（コロムビア（戦前） 商品番号 A2519 1943-02）
- 初等科音楽 田道間守（文部省）[作詞]（文部省）[作曲] 佐々木成子（コロムビア（戦前） 商品番号 A2520 1943-02）
- 初等科音楽 軍旗（文部省）[作詞]（文部省）[作曲] 酒井弘児童合唱団 安西愛子 佐々木成子（コロムビア（戦前） 商品番号 A2520 1943-02）
- 初等科音楽 三勇士（文部省）[作詞]（文部省）[作曲] 酒井弘児童合唱団 安西愛子 佐々木成子（コロムビア（戦前） 商品番号 A2521 1943-02）
- 初等科音楽 梅の花（文部省）[作詞]（文部省）[作曲] 佐々木成子（コロムビア（戦前） 商品番号 A2521 1943-02）
- 初等科音楽 機械（文部省）[作詞]（文部省）[作曲] 安西愛子 佐々木成子 酒井弘児童合唱団（コロムビア（戦前） 商品番号 A2524 1943-02）
- 初等科音楽 千早城（文部省）[作詞]（文部省）[作曲] 安西愛子 佐々木成子（コロムビア（戦前） 商品番号 A2524 1943-02）
- 初等科音楽 春の海（文部省）[作詞]（文部省）[作曲] 佐々木成子（コロムビア（戦前） 商品番号 A2524 1943-02）
- 初等科音楽 若葉（文部省）[作詞]（文部省）[作曲] 佐々木成子（コロムビア（戦前） 商品番号 A2524 1943-02）
- 初等科音楽 山田長政（文部省）[作詞]（文部省）[作曲] 佐々木成子（コロムビア（戦前） 商品番号 A2525 1943-02）
- 初等科音楽 青い空（文部省）[作詞]（文部省）[作曲] 佐々木成子 佐々木すぐる児童合唱団（コロムビア（戦前） 商品番号 A2525 1943-02）
- 初等科音楽 船は帆船よ（文部省）[作詞]（文部省）[作曲] 佐々木成子 佐々木すぐる児童合唱団（コロムビア（戦前） 商品番号 A2526 1943-02）
- 初等科音楽 入営（文部省）[作詞]（文部省）[作曲] 安西愛子 佐々木成子（コロムビア（戦前） 商品番号 A2526 1943-02）
- 初等科音楽 靖国神社（文部省）[作詞]（文部省）[作曲] 佐々木成子（コロムビア（戦前） 商品番号 A2526 1943-02）
- 初等科音楽 無言のがいせん（文部省）[作詞]（文部省）[作曲] 佐々木成子 長谷川良夫児童合唱団（コロムビア（戦前） 商品番号 A2528 1943-02）
- 初等科音楽 少年戦車兵（文部省）[作詞]（文部省）[作曲] 佐々木成子 酒井弘児童合唱団（コロムビア（戦前） 商品番号 A2528 1943-02）
- 初等科音楽 山田長政（文部省）[作詞]（文部省）[作曲] 下總皖一[編曲] 佐々木成子（コロムビア（戦前） 商品番号 A2529 1943-02）
- 初等科音楽 靖国神社（文部省）[作詞]（文部省）[作曲] 下總皖一[編曲] 佐々木成子（コロムビア（戦前） 商品番号 A2529 1943-02）
- 音楽遊戯 ヒノマル 宮田清蔵[編曲] 佐々木成子 コロムビア児童合唱団（ニッチク 商品番号 33810 1943-02）
- 独唱 ウタノエホン・大東亞共榮唱歌集（四） コモリウタ 永倉直[作詞] 弘田龍太郎[作曲] 弘田龍太郎[編曲] 佐々木成子（コロムビア（戦前） 商品番号 33822 1943-03）
- 独唱 ウタノエホン・大東亞共榮唱歌集（五） ダイトウアカゾヘウタ 古山省三[作詞] 平岡均之[作曲] 奥山貞吉[編曲] 佐々木成子 日蓄兒童合唱團（コロムビア（戦前） 商品番号 33823 1943-03）
- 独唱 モーツアルトの子守歌 堀内敬三[作詞] モーツアルト[作曲] 下總皖一[編曲] 佐々木成子（コロムビア（戦前） 商品番号 33834 1943-04）
- 花乙女の歌 高橋掬太郎[作詞] 平川英夫[作曲] 安西愛子 佐々木成子（コロムビア（戦前） 商品番号 32022 1943-07）
- 明治天皇御製 天 明治天皇[作詞] 小松耕輔[作曲] 弘田龍太郎[編曲] 佐々木成子 日本合唱団（コロムビア（戦前） 商品番号 32079 1943-11）
- 大アジヤ獅子吼の歌 大木惇夫[作詞] 園部為之[作曲] 藤井典明 佐々木成子 富士音盤合唱団（キングレコード 商品番号 と330 1943-12）
- 初等科音楽（三） 金剛石、水は器（文部省）[作詞]（文部省）[作曲] 佐々木成子（コロムビア（戦前） 商品番号 A2537 1944-03）
- 初等科音楽（三） 麦刈り（文部省）[作詞]（文部省）[作曲] 佐々木成子（コロムビア（戦前） 商品番号 A2538 1944-03）
- 初等科音楽（三） 忠霊塔（文部省）[作詞]（文部省）[作曲] 佐々木成子（コロムビア（戦前） 商品番号 A2538 1944-03）
- 初等科音楽（三） 揚子江（文部省）[作詞]（文部省）[作曲] 安西愛子 佐々木成子（コロムビア（戦前） 商品番号 A2540 1944-03）
- 初等科音楽（三） 聖徳太子（文部省）[作詞]（文部省）[作曲] 佐々木成子（コロムビア（戦前） 商品番号 A2540 1944-03）
- 初等科音楽（三） 小楠公（文部省）[作詞]（文部省）[作曲] 佐々木成子（コロムビア（戦前） 商品番号 A2542 1944-03）
- 初等科音楽（四） 御民われ（文部省）[作詞]（文部省）[作曲] 佐々木成子（コロムビア（戦前） 商品番号 A2546 1944-03）
- 初等科音楽（四） 肇国の歌（文部省）[作詞]（文部省）[作曲] 佐々木成子（コロムビア（戦前） 商品番号 A2546 1944-03）
- 初等科音楽（四） 船出（文部省）[作詞]（文部省）[作曲] 佐々木成子（コロムビア（戦前） 商品番号 A2546 1944-03）
- 初等科音楽（四） 早春（文部省）[作詞]（文部省）[作曲] 佐々木成子 安西愛子（コロムビア（戦前） 商品番号 A2549 1944-03）
- 少国民歌 軍艦旗の歌 藤浦洸[作詞] 佐々木すぐる[作曲] 伊藤武雄 佐々木成子 日蓄児童合唱団（ニッチク 商品番号 100879 1944-10）
- 少国民歌 国難に起つ（婦人総蹶起の歌） 野村俊夫[作詞] 佐々木すぐる[作曲] 佐々木成子 日蓄管弦楽團（コロムビア（戦前） 商品番号 100889 1944-12）
- 獨唱合唱－明治天皇御製－天 小松耕輔[作曲] 弘田龍太郎[編曲] 佐々木成子 弘田龍太郎[指揮] 日本合唱團 日蓄管絃樂團（ニッチク 商品番号 10-32079）
- CD リーダーアーベント - ただあこがれを知るもののみが 1993
- CD4枚組 日本洋学史 - 声楽 女声篇《SP時代の名演奏家》（オムニバス） 1995
- CD 赤ちゃんの子守歌ベスト＜COLEZO!＞（オムニバス） 2001
- CD なお憧れを追い求め 佐々木成子 ライナー・ホフマン 2001
- CD 赤ちゃんの子守歌ベスト＜COLEZO!＞ 2007
- CD ベートーヴェン交響曲第9番 2011 山田一雄（指揮） 伊藤京子（ソプラノ） 佐々木成子（メゾソプラノ） 石井昭彦（テノール） 中山悌一（バリトン） 東京混声合唱団 フィルハーモニア交響楽団 【録音】1960
- CD 赤ちゃんの子守歌 セレクション14（オムニバス） 2020